# Festa dos tabuleiros

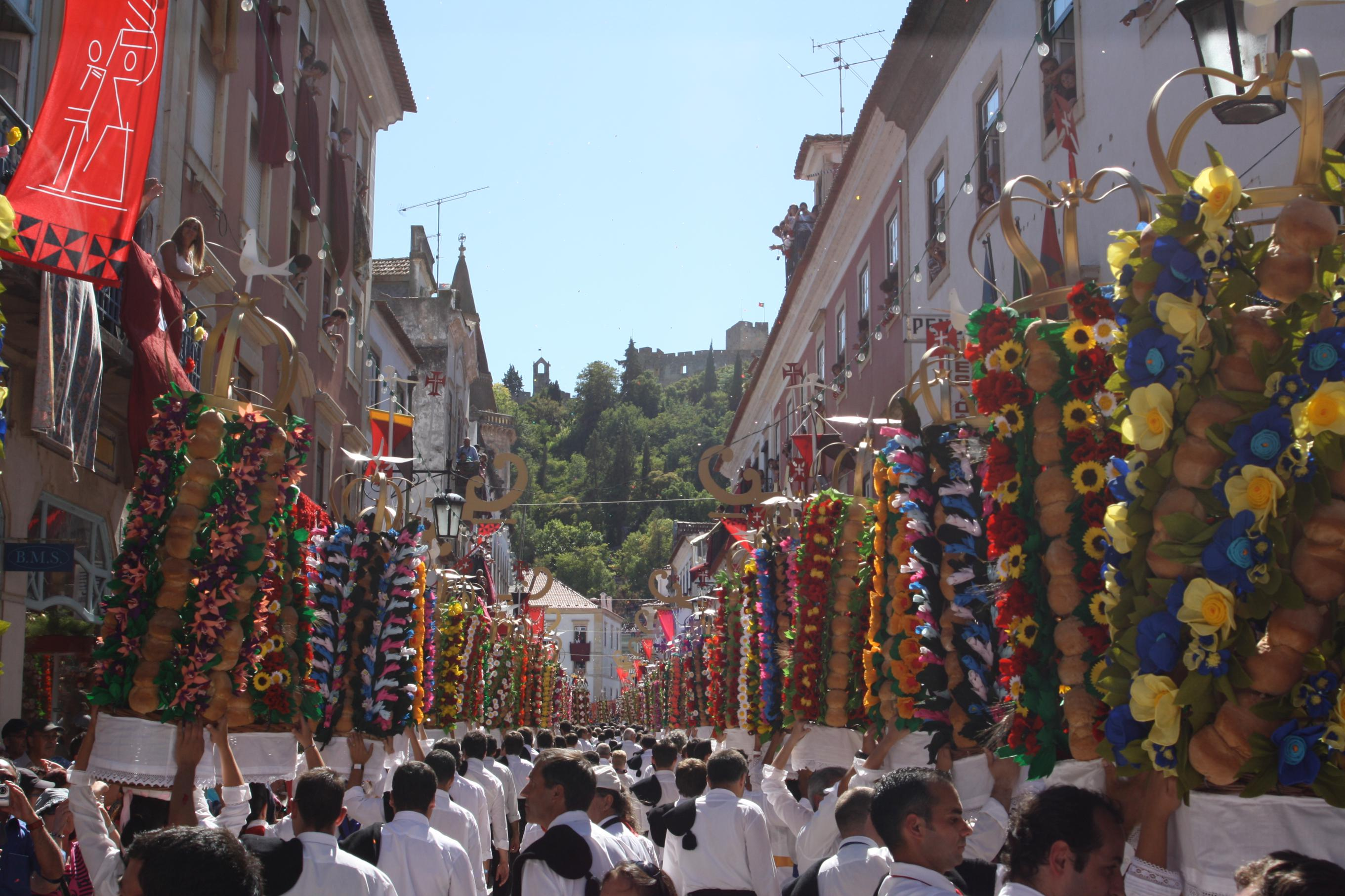
Festa dos Tabuleiros na Corredoura em Tomar

A Festa dos Tabuleiros ou Festa do Espírito Santo é a celebração mais importante da cidade de Tomar, Portugal, que se realiza de 4 em 4 anos, no início do mês de julho. A última realizou-se em 2023 e a próxima irá realizar-se novamente em 2027. É uma das maiores e mais antigas do país, sendo a Festa que atrai mais visitantes em Portugal, cerca de 600 mil pessoas apenas no dia do Cortejo dos Tabuleiros em 2019. É também considerado um dos maiores Festivais do Mundo, tendo adquirido estatuto e fama internacional, sendo hoje em dia um dos ícones culturais e turísticos de Portugal. Decorre atualmente a candidatura para que a Festa seja a primeira Festividade em Portugal classificada como Património Cultural Imaterial da Humanidade.
O traço mais característico desta festa é o Desfile ou Procissão dos tabuleiros, que representam as freguesias do concelho e percorre a ruas de Tomar por 5 km, ladeado pelas colchas que a população pendeu à janela, e os milhares de visitantes que vêm se deslumbrar por essa profusão de cores.
Tradicionalmente, o tabuleiro é transportado por uma rapariga vestida de branco e terá de ter a altura da mesma. Este é decorado por flores de papel colorido, espigas de trigo, 30 pães, de 400gr cada, enfiados em canas que saem de um cesto de vime evolvido por um pano branco bordado. O topo do tabuleiro é ainda composto por uma coroa encimado pela Cruz de Cristo ou a Pomba do Espírito Santo.
Além do Desfile, a Festa é constituídas de diversas cerimónias tradicionais como o Cortejo das Coroas, o Cortejo dos Rapazes, o Cortejo do Mordomo ou a chegada dos Bois do Espírito Santo os Cortejos Parciais e os Jogos Populares.

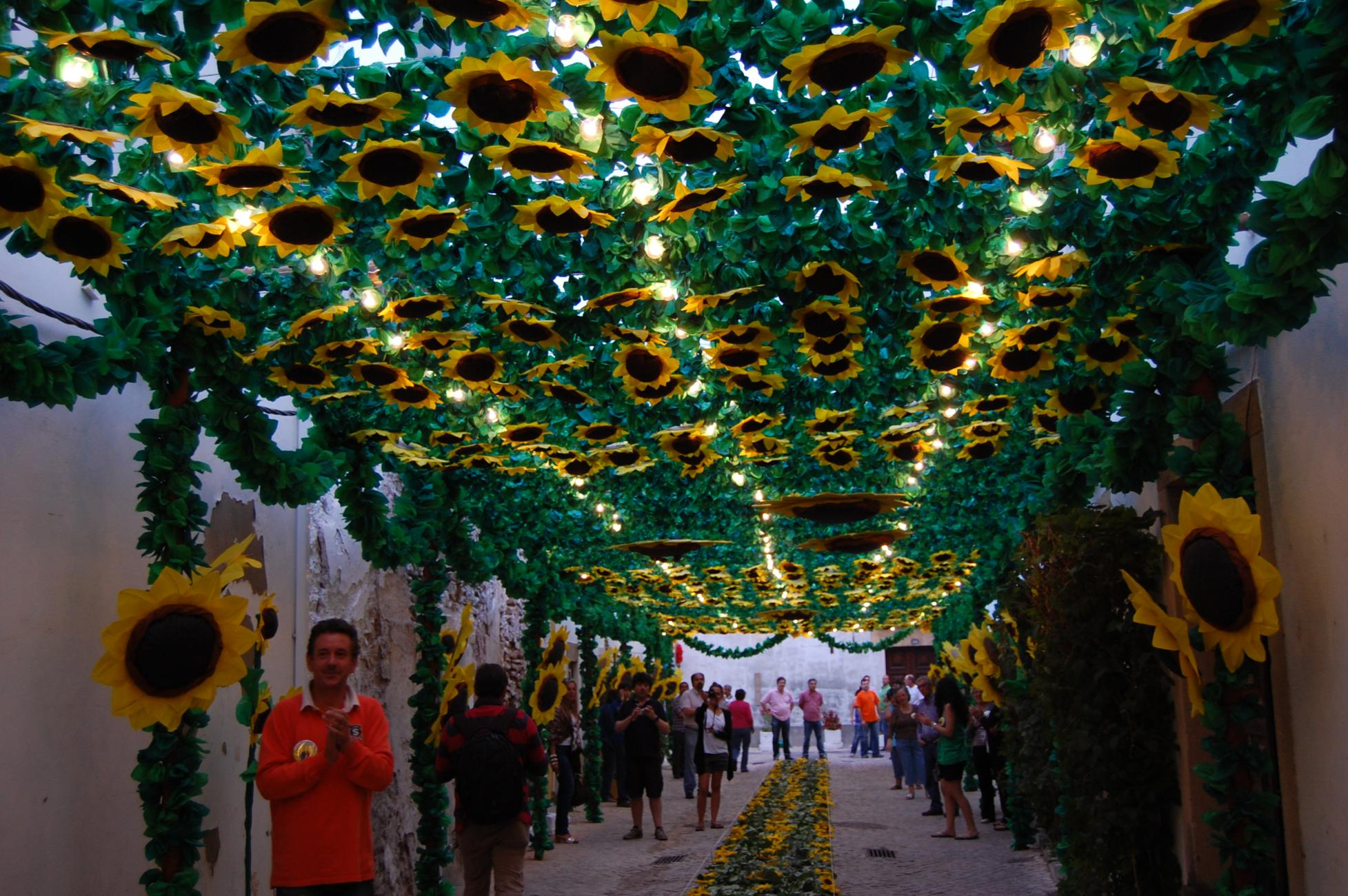
Ruas Ornamentadas na Festa dos Tabuleiros - Tradição secular originária de Tomar hoje em dia já utilizada em outras festas em Portugal

Outra das tradições mais antigas e originária de Tomar presente na Festa dos Tabuleiros, são os tapetes de flores de papel nas ruas da cidade. As ruas do centro histórico e hoje em dia um pouco por toda a cidade são ornamentadas com flores dando cor e alegria à cidade templária. Recentemente, no final do séc. XX, a decoração das ruas com tapetes de flores de Tomar começou a ser replicada por outras festividades em todo o país, embora com uma dimensão bastante menor.

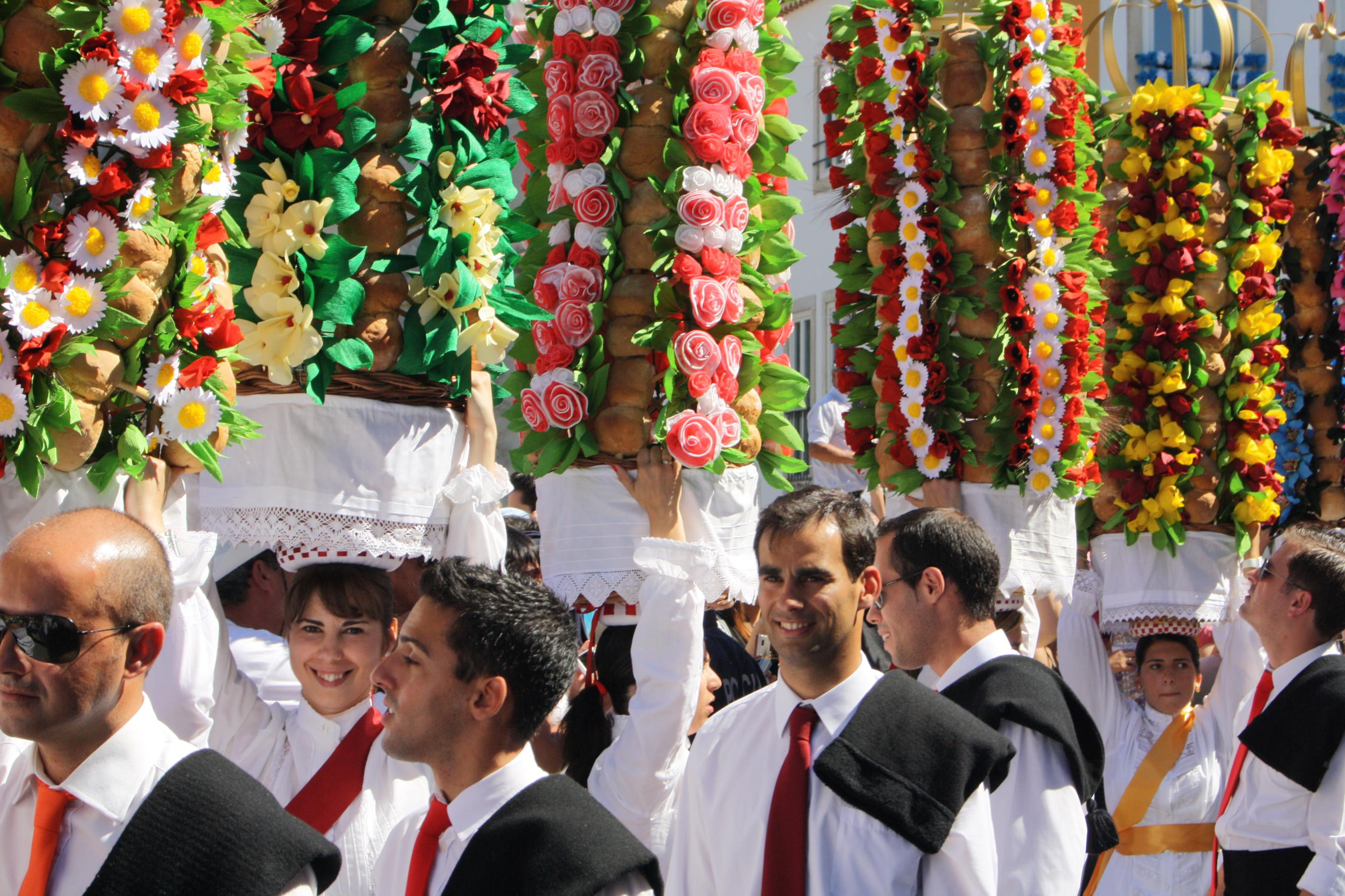
Festa dos Tabuleiros - Par com tabuleiro no Cortejo dos Tabuleiros

No dia a seguir ao Cortejo, ainda se mantém a tradição da Pêza que consiste na partilha do pão e da carne pelas populações.

## A História

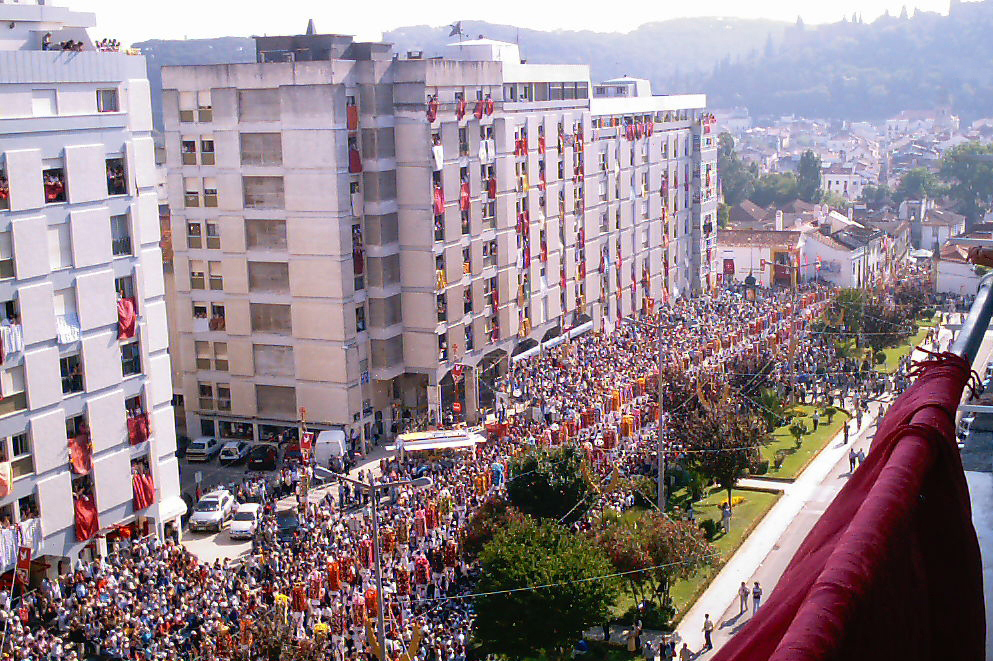
Cortejo Principal na Alameda Um de Março

Acredita-se que se trata de uma das mais antigas festas do nosso país remontando às festas do imperador, instituídas por D. Dinis e pela Rainha Santa Isabel, no quadro do culto do Espírito Santo. Têm também a ver com práticas ancestrais de entrega das primícias das colheitas a Deusa Ceres e de celebração da fertilidade da terra.[carece de fontes?] E há ainda uma componente mais recente, também presente nas Festas dos Açores, com o seu quê de inspiração franciscana, de celebração igualitária da fraternidade e da partilha dos frutos da terra: o bodo e a ceia comum. Segundo alguns autores a sua origem encontra-se nas festas de colheitas à deusa Ceres.[carece de fontes?]
Repare-se que Tomar era sede Templária, e a ordem do Templo sempre foi acusada pela inquisição de desvios doutrinários,[carece de fontes?] senão de heresia,[carece de fontes?] até ser extinta pelo Papa Clemente V em 1307.
Os símbolos do Espírito Santo estão bem presentes no alto tabuleiro que as raparigas transportam no cortejo: no topo a pomba e a coroa e de alto a baixo os pães enfiados em cana (aos quais se atribuíam virtudes milagrosas), flores de papel (tradicionalmente, papoilas) e, ainda, espigas.
No século XIX encontram-se referências às festas do Espírito Santo, e até 1895 fazia-se o cortejo anual à Sexta-feira, por alturas do dia 20 de Junho. Depois de 1914, passou a fazer-se ao Domingo.
A antiga tradição do sacrifício dos bois, cuja carne seria depois distribuída por todos (como acontecia no penedo, após a tourada à corda), manteve-se até 1895. A partir de 1966, os bois do Espírito Santo voltaram ao cortejo, mas agora só com funções simbólicas.

## A construção do tabuleiro

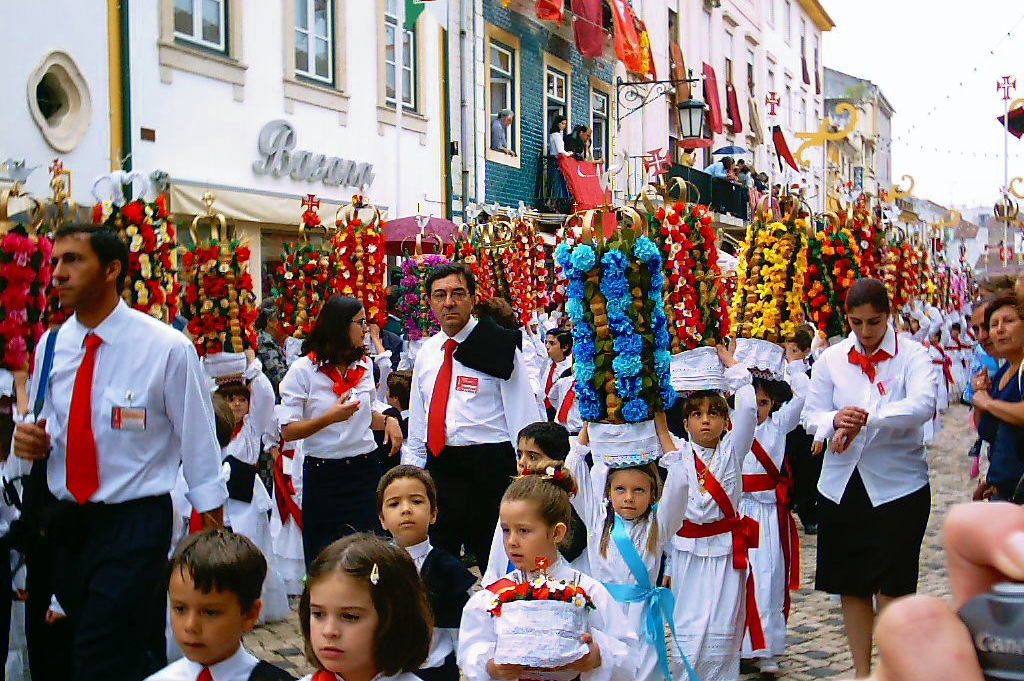
Cortejo dos Rapazes na Corredoura

- 1: O aparar das pontas das canas para entrarem melhor no entrançado do cesto.
O Cesto deve ser posto de molho 12 horas antes.
Para que as canas entrem mais facilmente no tabuleiro e, para que depois destas estarem secas, fiquem mais firmes.
- 2: O fixar das canas ao cesto colocadas a igual distância.
Canas flexíveis e resistentes, colhidas próximo da maturação.
- 3: Colocadas as canas, o espetar do 1º pão. Pães de 400 gr, tipo "tabuleiros", alongados e roliços, com cintura como se vê na gravura nº4.
- 4: Os primeiros 15 pães já estão colocados.
- 5: Todos os pães colocados.
- 6: O colocar da coroa.
- 7: Coroa já colocada.
- 8: O atar da coroa às canas.
- 9: A travagem de pão a pão.
- 10: Outra fase da travagem.
- 11: Travagem concluída e ponta das canas que sobressaem já cortadas.
- 12: Colocação do arame grosso, desde a coroa ao cesto, passando pelo cruzamento das canas de travagem.
Este arame é dispensável se a travagem pão a pão ficar bem firme.
- 13: Ornamentando a coroa.
A Coroa tanto pode ser enfeitada com papel, a condizer com a ornamentação geral do tabuleiro, como pintada a dourado ou a prateado.
- 14: Colocação da verdura (neste tipo de ornamentação).
- 15: Preparando os raminhos de flores.
- 16: Colocação dos raminhos.
- 17: O acabamento da ornamentação da coroa, antes da colocação da pomba.
- 18: Já totalmente ornamentado, com a pomba colocada e a toalha a envolver o cesto.

Nota: A Pomba do Espírito Santo é a preferência; mas admite-se a sua substituição por uma cruz, muito especialmente a Cruz de Cristo.